# Middlesex (graafschap)

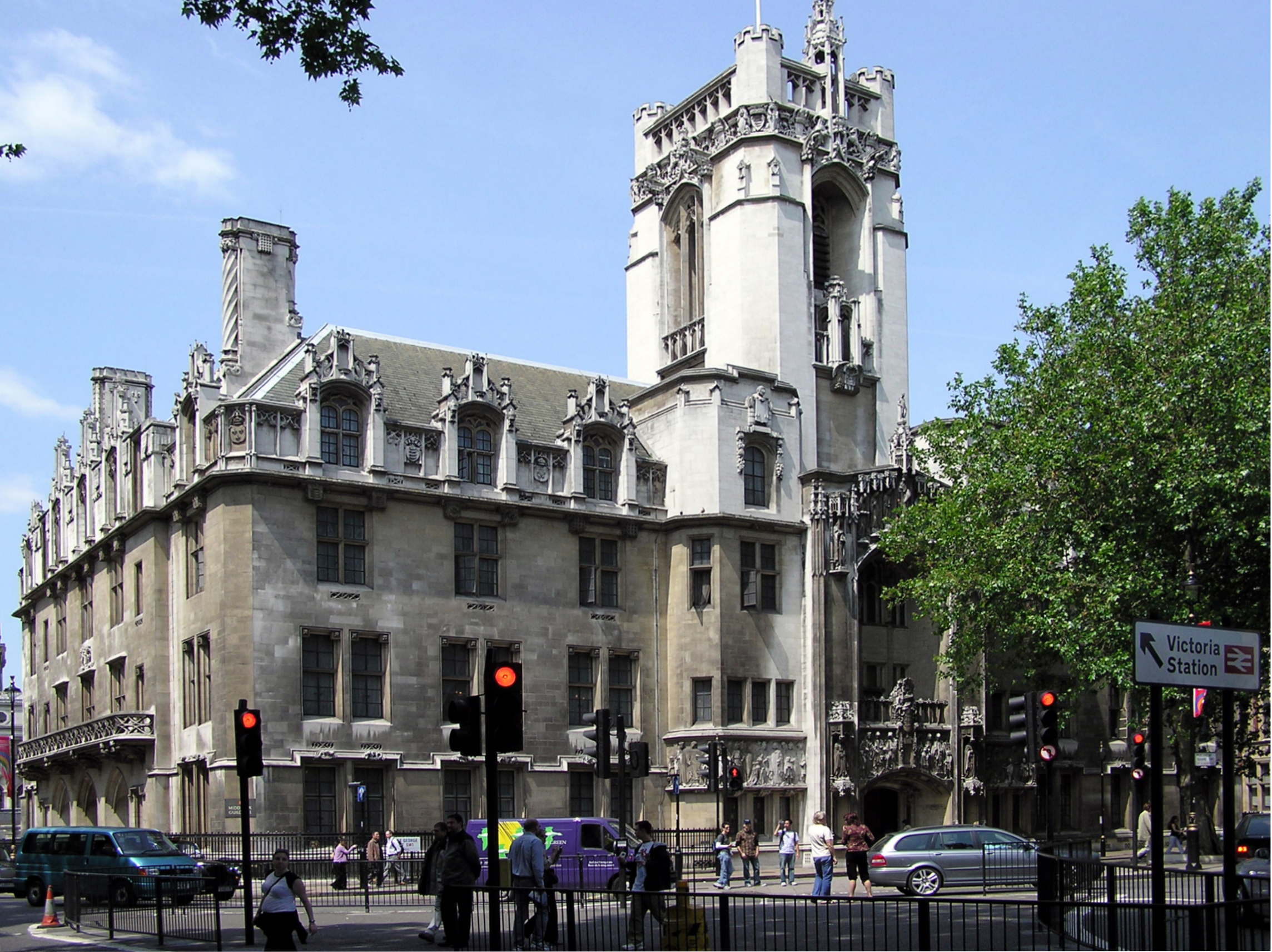
Gildehuis (stadhuis) van Middlesex

Middlesex was een van de 39 historische graafschappen van Engeland en het op een na kleinste (na Rutland). In 1889 werd Middlesex deels ondergebracht bij het lokale bestuur van Londen en in 1965 hield het graafschap officieel op te bestaan. De hoofdstad was Brentford. De naam Middlesex wordt nog steeds informeel gebruikt.
De naam is afgeleid van middle Saxons ("Middensaksen"). In 704 dook de naam voor het eerst op als Middleseaxan, een provincia. Volgens G. F. Bosworth (1913) 'is er geen bewijs dat Middlesex oorspronkelijk een onafhankelijk koninkrijk was en we mogen met een behoorlijke zekerheid zeggen dat het onderdeel was van het koninkrijk Essex.' Geografisch gezien hoorden Westminster en City of London (dat zelfbestuur kreeg in de 13de eeuw) tot het graafschap.